# 三宅伸
三宅 伸（みやけ しん、1969年8月13日 - ）は、日本の元競輪選手。岡山県玉野市出身。日本競輪学校（当時。以下、競輪学校）第64期生。現役時代は日本競輪選手会岡山支部所属、ホームバンクは玉野競輪場であった。師匠は越智清治。身長183cm、血液型はO型。
叔父に元プロ野球選手（阪神タイガース）の三宅秀史がいる。

## 来歴
岡山県立琴浦高等学校商業科出身。上述の叔父も同校の出身である。高校時代までは野球をやっていたが、競輪に転向する形で1988年に競輪学校に第64期生として入学。在校競走成績は1位であり、同期の高木隆弘、有坂直樹と合わせて『64期三羽烏』と呼ばれたほど注目された存在でもあった。さらに卒業記念レースでは完全優勝を果たした。
初出走は1989年8月12日の高松競輪場で、初勝利は同場所の8月13日。3年目となる1991年の高松宮杯では早くも特別競輪（現在のGI）の決勝へ進出（6着）。しかし翌1992年1月、街道練習（ロードワーク）中に自動車との交通事故に遭い、右ひざ粉砕骨折のため全治1年と診断される。だが奇跡的な回復を見せて半年ほど後にレースへの復帰を果たしたものの、これが影響して事故後1年半もの間、特別競輪に出場できなかった。
漸く立ち直りを見せた1995年の日本選手権競輪（松戸競輪場）では、上述の1991年の高松宮杯以来となるG1の決勝戦に進出。その決勝では果敢に主導権を握って、小橋正義の同大会連覇に貢献した形となった（自身は4着）。その後、高松宮杯、競輪王戦（ともに9着）でも決勝へと進出し、同年のKEIRINグランプリに初出場（9着）。1996年の日本選手権競輪決勝（千葉競輪場）では、逃げ切り優勝を果たした吉岡稔真に次いで2着。続く高松宮杯でも決勝進出（7着）を果たし、前年に続いてKEIRINグランプリに出場したが、2センター付近で発生した大量落車（三宅を含めて6名が落車）に巻き込まれ、完走できなかった。
ここまでの三宅の戦績を見る限り、タイトル奪取は時間の問題とさえ見られたが、当時は吉岡稔真、神山雄一郎のいわゆる『二大横綱』全盛時代だったためか、彼らと対戦するとことごとく打ち返されていた。結局その壁を打ち破れないまま、自身の成績も伸び悩みとなり、GIIでは度々決勝戦へと進出したものの、GIでは決勝進出すらままならなくなっていった。だが競輪学校卒業時から『64期三羽烏』として評され、その中で最初に活躍を見せた高木隆弘に続き、有坂直樹も30代後半で特別競輪の制覇を果たしていたことから、二人と同学年の三宅にもまだ活躍の可能性があると見る向きはあった。
2007年のにはサマーナイトフェスティバル（松戸。8着）とふるさとダービー（函館競輪場。4着）と続けてGIIの決勝に進出し、翌2008年の西日本王座決定戦（別府競輪場）では、小嶋敬二に次いで2着に入った。そして同年12月9日に西武園競輪場で行われた全日本選抜競輪決勝では、同県の石丸寛之がバックストレッチから放った乾坤一擲の捲りに乗り、ゴール寸前に石丸を捕らえ悲願のGI初優勝を成し遂げ、64期三羽烏の「トリ」を飾った。なお三宅は当時39歳であったが、デビュー19年4ヶ月目にしての特別競輪初優勝は有坂直樹の記録を更新するものであった。また同年12月30日に平塚競輪場で行われるKEIRINグランプリに12年ぶりに出場し、結果は9着であったが、2009年はS級S班に在籍することとなった。
2017年1月2日付けで、通算獲得賞金が10億円を突破した。
2022年後期（7月 - ）からは32年ぶりにA級に陥落していたが、10月17日に現役を引退することが報じられた。
2022年10月24日、選手登録消除。通算戦績は、2776戦430勝、優勝45回（うちGI1回）。
2022年10月30日、玉野競輪場にて引退セレモニーが行われバンクを去った。

## 主な獲得タイトルと記録
- 2008年 - 読売新聞社杯全日本選抜競輪（西武園競輪場）

## 競走スタイル
デビュー当初からしばらくは、その身長183cmの恵まれた体格を活かしたパワフルな捲りが持ち味であった。晩年は一般的な追込型となっていた。

## エピソード
- JRAの機関誌『優駿』の主催する「優駿エッセイ賞」の受賞者でもあり、現在スポーツニッポン関西版の競馬面などにコラムを掲載しているライター、コラムニストの青木るえかは三宅のファンとして知られ、四国に住んでいた時期には『月刊三宅伸』という小冊子を自費出版し、三宅の魅力や活躍ぶりを紹介していた。
- 三宅自身は「競輪選手が天職であると語っており、生まれ変わっても競輪選手でいたい」と発言している。

## 出演
- 映画「たまの映像詩集　渚のバイセコー」第1話「美しき競輪」（2021年） - 主演・大島 役